# Gheorghe I. Nica
Gheorghe I. Nica (n. 1792, Prejmer, Brașov — d. 1870, Brașov) a fost negustor și industriaș; a susținut și finanțat cultura și educația brașoveană, fiind cunoscut în epocă și ca protector al unor personalități politice și culturale, în timpul Revoluției române de la 1848 și nu numai. Strănepotul său, Sextil Pușcariu, îl amintește adesea în lucrările sale despre oamenii de vază ai Brașovului.

## Biografie

### Familia
S-a născut la un an după căsătoria părinților săi, în 1792, în localitatea Prejmer, unde a fost botezat de mătușa sa, în același an, la data de 21 iulie. Cel mai detaliat studiu genealogic asupra familiei Nica (Nichifor), realizat de Sextil Pușcariu, nu precizează data nașterii, ci numai pe aceea a botezului. Gheorghe Nica a fost fiul lui Nica Nichifor din Prejmer și al Mariei din Satulung, Brașov. Numele său de familie era Nichifor și alături de el a purtat și numele tatălui de botez, Nica. Mai târziu a renunțat la numele de familie, numindu-se doar Gheorghe Nica. Potrivit lui Sextil Pușcariu, numele părinților apar în registrele bisericești din Prejmer, alături de câteva detalii relevante pentru locul de frunte pe care familia Nica Nichifor îl ocupa în sat. De exemplu, documentele bisericești spun că Maria Nichifor a fost nașă de botez de 15 ori, ceea ce confirmă poziția acestei familii în Prejmer, deoarece numai unei persoane înstărite i se cerea, de atâtea ori, să protejeze noii-născuți prin botez. Un alt detaliu important care indică statutul acestei familii în sat, este felul în care au fost înmormântați Nica și Maria Nichifor. La înmormântarea lui Nica Nichifor au fost prezenți 9 preoți, iar la prohodul Mariei au venit 8 preoți.
To de la strănepotul său, Sextil Pușcariu, aflăm că primul Nichifor a venit în Transilvania în anul 1711, din comuna macedoneană Niaușta, iar după N.G.V. Gologan, el ar fi venit pe la 1717. Nica era numele de botez, o prescurtare a numelui Nicolae, folosită adesea la macedoneni. Ocupația principală a acestei familii a fost, încă de la așezarea ei în Transilvania, păstoritul și exportul de vite.
Gheorghe Nica a avut 4 frați. Dimitrie, cel mai mic dintre ei și cel care trebuia să preia afacerile familiei, a murit de holeră, la numai 38 de ani. Despre celălalt frate, Nicolae, se știe că a rămas în Prejmer.  Alți doi frați au plecat din Prejmer încă din tinerețe. Unul din ei, Constantin, a plecat la Galați, ajungând mare negustor și serdar, iar celălalt, Ioan, străbunicul lui A. A. Mureșianu, a venit la Brașov. Acesta a fost cel mai apropiat frate al său, apărând împreună cu el în toate afacerile comerciale pe care le-a derulat.  
Tot din însemnările lui Sextil Pușcariu, aflăm că Gheorghe Nica a avut 6 copii, 3 băieți și trei fete. Preocupările sale pentru educație se observă și la unii dintre copii. Cel mai mare, George (Ghiță), foarte apropiat refugiaților Revoluției de la 1848, a fost neguțător. Al doilea băiat a fost Costi, prieten, de asemenea, cu revoluționarii, care a studiat medicina la Viena, alegând specializarea în pediatrie. A fost autor al mai multor lucrări în domeniu, fiind considerat primul pediatru specialist român. S-a mutat și a profesat în București. O perioadă a fost plecat și în Basarabia, fondând un spital lângă Odesa. Teodor Nica a fost cel mai mic dintre băieții lui Gheorghe Nica, fiind născut la maturitatea târzie a tatălui. Acestuia, Sextil Pușcariu i-a consacrat  mai multe pagini, interesul provenind din aceea că Teodor s-a detașat de afacerile familiei, urmând calea studiului și alegând cariera profesională. Pușcariu notează faptul că acest fiu al lui Gheorghe Nica, a fost, încă din copilărie, dotat cu o inteligență neobișnuită. În tinerețe, și-a luat doctoratul la Viena, apoi s-a mutat la București, ca doctor în drept și științe de stat. Membru al Societății Junimea, a fost toată viața dușmanul înverșunat al formelor fără fond. Apare în fotografia-medalion a membrilor Junimii, în primul rând, alături de prietenul său, Samson Bodnărescu. Titu Maiorescu îi propune o catedră de universitar și îl numește director în Ministerul Cultelor și al Instrucțiunii Publice. A fost de două ori deputat, apoi, conform spuselor lui S. Pușcariu, a ocupat funcția de director la Banca Națională a României.Numele său nu se regăsește, însă, pe lista guvernatorilor BNR, prezentată pe site-ul băncii. 
Dintre fete, cea mai mare a fost Zoe (Zinca), căsătorită cu Teodor Ciurcu, acesteia Sextil Pucariu închinându-i cele mai frumoase pagini, deoarece a fost bunica sa și i-au rămas numeroase amintiri plăcute legate de ea. Nepotul său o descrie ca pe o femeie căreia i-a plăcut mereu să fie informată, citind regulat Gazeta de Transilvania și Kronstadter Zeitung, dar și prin iscodirea cu privirea și în discuții la întâlniri cu femeile de rangul ei. Acesta își amintește că-i plăcea să stea mereu în preajma ei, datorită poveștilor locale pe care le afla de la ea, dar și pentru că simțea că e nepotul ei preferat. Talentul de a povesti și de a evoca vremurile de altădată i l-a transmis și nepotului ei, S. Pușcariu, după cum însuși mărturiseștește filologul și academicianul brașovean. Cea de a doua fată a lui Gheorghe Nica, Maria, căsătorită cu Costache Secăreanu, a rămas văduvă de tânără, deoarece soțul ei a murit la vârsta de 30 de ani, în urma unei întâmplări nefaste din timpul Revoluției de la 1848. Eufrosina, cea mai mică dintre fete, al cărei soț a fost Ilie Măcelariu, primul președinte al Partidului Național din Ardeal, a murit la nașterea primului și unicului copil. Soțul acesteia, văduv fiind, a încercat să se căsătorească cu sora defunctei, însă familia s-a împotrivit, considerând că această uniune n-ar fi privită cu ochi buni în societate.

### Studii
Gheorghe Nica a urmat cursurile școlii primare săsești din Prejmer, apoi a fost trimis de părinți la Iași, la unchiul său, Nichifor Nica, unde a rămas timp de 10 ani, pentru a se iniția în problemele comerțului. În 1815, a venit la Brașov, iar în următoarele cinci decenii de viață, a desfășurat o însemnată activitate economică, socială, politică și culturală.    

## Comerciant și industriaș
Întors la Brașov, în 1815, Ghe. Nica a folosit cunoștințele dobândite la Iași, ca asociat al unei firme de import-export, cu denumirea ,,Nichifor Nica“În vremea aceea, o nouă grupare comercială se ridica la Brașov, românească, înlocuind-o pe cea veche, formată în special din greci, care și-au retras afacerile, mai mari decât ale noilor veniți, către centre mai importante, ca Viena, București etc.În acest sens, Al. Bărbat  consemnează: „Numărul celor grupați în jurul noii societăți negustorești este în creștere; alături de numeroase inițiative economice ale acestora, devin simțitoare și unele acțiuni politice și culturale ale lor“.
Comercianții, spune Al. Bărbat, „aduc produse din Principatele Române și din Levant, aprovizionând meseriile din Brașov și din alte părți ale Transilvaniei și trimițând o mare parte din acestea la Pesta, Viena și mai departe. În sens invers, trimit manufacturi și fabricate în Principatele Române, în Bulgaria și în părțile turcești. Dezvoltat mai ales în legătură cu cerințele meseriilor din sud-estul Transilvaniei, acest comerț a evoluat cu timpul și în sensul unui tranzit între Răsărit și Apus. Orașul Brașov a devenit în acest comerț al Transilvaniei centrul cel mai important, un oraș-depozit, poarta principală de trecere a mărfurilor între cele două zone de comerț“.
Noua grupare de comercianți de la Brașov a început prin a strânge capitaluri însemnate din negoț, cu ajutorul cărora și-a lărgit sfera intereselor, investind în industrie, politică și cultură. Despre afacerile desfășurate de Ghe. Nica vorbește mai întâi Bartolomeu Baiulescu, care s-a simțit obligat să-i dedice câteva pagini în monografia sa, datorită felului în care acesta s-a implicat în acțiunile brașovenilor pentru ridicarea neamului românesc, prin educație și cultură. El își motivează alegerea astfel: „Când bărbații de litere cu merite sĕ înregistréză pentru generația viitóre, atuncĭ și bărbațiĭ de la administrație, carĭ au merite, acestea trebuesc înregistrate“. Afacerile lui Ghe. Nica au avut un parcurs asemănător cu al celorlalți comercianți-industriași din Brașov, începând de la comerț și investind capitalul strâns, în producție. La venirea în Brașov, în 1815, a început cu asocierea la o firmă de import-export ,,Nichifor Nica“, în anul 1820 a obținut „furniturile milițiilor din Moldova și România“, iar în 1825 a înființat, la Prejmer, fabrica de lumânări de ceară în sistem rusesc. A urmat înființarea unei fabrici de arnici turcesc, în 1827, și a unei fabrici de potasă, în 1830, la Prejmer, ale cărei produse le trimitea până la Marsilia. Gheorghe și Ioan Nica au avut relații comerciale cu Iașiul, după spusele lui Sextil Pușcariu. Un pașaport din 1816, pe numele lui Gheorghe Nica și o adeverință medicală din 1817, folosită pentru trecerea prin vama Oituzului, atestă faptul că, în tinerețe, neguțătorul brașovean trecea munții către Moldova. A investit și în exploatarea minereurilor de fier de la Poiana Sărată, având trei furnale și 3 căldări, depozitul lor fiind la Târgu Ocna. De la Sextil Pușcariu se știe că, în asociere cu frații săi și în special cu Ioan, care voia să-și  asigure exploatarea în munții Ardealului de Vest, Ghe. Nica „participă la săpături de fier în Treiscaune, în Valea Oituzului și în Munții Brezoi și Cernica din regiunea Brețcului“. Instalațiile minelor de fier de la Poiana Sărată au fost distruse în 1848.A deținut acțiuni și la Băile de abur din Brașov, pe care le-a donat școlilor românești. La fel ca majoritatea oamenilor de afaceri brașoveni din secolul al XIX-leaGheorghe Nica a străpuns zidurile cetății brașovene, locuită până atunci numai de populația săsească, investind și în proprietăți imobiliare. Se știe astfel că a deținut o casă pe Ulița Fânarilor, azi strada Castelului, pe care a moștenit-o fiica sa, Maria Secăreanu. Acest lucru este confirmat astăzi și de placa de pe casă ce poartă inscripția cu numele acesteia și al soțului său. O altă casă este aceea în care locuia negustorul la sfârșitul vieții, în 1869, din Târgul Straielor, azi str. Apollonia Hirscher, nr. 228.Încă o proprietate este în prezent marcată cu o plăcuță care ne informează că i-a aparținut negustorului Ghe. Nica și în care s-a plănuit înființarea Gazetei de Transilvania, despre care însă, Sextil Pușcariu nu amintește în scrierile sale. Autorul vorbește însă despre o altă casă a lui Ghe. Nica, în afara zidurilor cetății, pe care a cumpărat-o deoarece a simțit că poate fi o investiție bună și pe care i-a lăsat-o fiului său, Teodor Nica. 

## Contribuții în educație, cultură și politică
Pe lângă bogata activitate comercială și industrială, potrivit afirmațiilor lui Bartolomeu Baiulescu, Gheorghe Nica a avut și un rol important în administrația Brașovului, fiind primul român ales de sași în „consiliul comunal al Brașovului“, în 1838,mult timp fiind și singurul român în această poziție, ceea ce nu e de trecut cu vederea, cunoscută fiind reținerea pe care o aveau sașii când trebuia să-i primească pe români printre ei. Există și o a doua teorie privitoare la data alegerii lui în această funcție: Sextil Pușcariu spune că data precizată de Baiulescu este eronată și că Gheorghe Nica ar fi fost ales cu zece ani mai târziu, în 1848. În cadrul acestui consiliu, a participat la toate comisiile și delegațiile și a militat pentru o bună înțelegere între români și sași.
 

Gheorghe Nica a fost recunoscut și pentru generozitatea sa. Din poziția în care se afla, a intervenit pentru angajarea lui Ioan Barac  „la magistrat“(Primăria Brașov), în funcția de translator român . Numele său figurează, de asemenea, la instituțiile umanitare și la spitalul din Brașov. Trăsăturile sale morale apar în câteva rânduri rămase de la Baiulescu, care l-a cunoscut personal: 
„Înzestrat cu o judecată limpede a sciut să deosébescă lupta confesională de cea națională sau ideea religiunii de cea a națiuniĭ. Era mare evlavios; însă pe atunci e mirare, că era și un mare naționalist“. 
„De ideea națională ținea el legată și cultivarea Românilor“, spune Baiulescu, în monografia sa.  La fel ca majoritatea neguțătorilor din sec. al XIX-lea, Gheorghe Nica îndeplinește un rol important în susținerea și propagarea culturii românești. A fost unul dintre cei care au contribuit la înființarea parohiei române (în1832 sau 1833) și care au luptat pentru înființarea școlii românești din Brașov (în1834), donând importante sume de bani pentru construcția și funcționarea lorDin această școală avea să se nască școala națională centrală a românilor din Brașov, cu vestitul ei gimnaziu – Colegiul „Andrei Șaguna”  de azi. Funcția de inspector școlar a primit-o ca o recunoaștere a meritelor sale în această direcție. A înființat o tipografie românească, unde a tipărit, pe propria cheltuiala, la 1837, Pravila comercială, o traducere după o lucrare germană, făcută de o rudă de-a lui, Emanoil Ioan Nichifor. I-a sprijinit, la Brașov, pe George Barițiu, Andrei Mureșanu și  Iacob Mureșianu , fiind numit „tata uniților“, deoarece casa lui era mereu frecventată de ei. Tot în casa lui a fost plănuită și înființarea Gazetei de Transilvania, primul ziar al românilor din Ardeal, iar concesiunea a fost obținută de el. A fost unul din întemeietorii, la 1835, ai Casinei române din Brașov,, un club exclusivist apărut, la început, din dorința negustorilor români din Brașov de a se întâlni pentru a-și petrece timpul liber. Caracterul exclusivist al casinei a dispărut mai târziu, deoarece Gheorghe Nica, împreună cu alt neguțător important din Brașov, Niță Iuga, a adus aici și oameni de cultură ca George Barițiu, Iacob și Andrei Mureșanu,care au transmis casinei un pronunțat caracter social, politic și național, având un rol definitoriu în concretizarea ideii de unitate națională.   
În timpul revoluției de la 1848, Gheorghe Nica a înlesnit colaborarea oamenilor de cultură din Ardeal (G.Barițiu, Andrei și Iacob Mureșanu), cu cei din România (Knezu, G.Cantacuzino, Gheorghe Sion, M.Balș, Vasile Alecsandri, Nicolae Ionescu, Carp, Costache Negri etc.), urmăriți de autorități, punându-le casa la dispoziție.                  

## Anii de bătrânețe
Despre anii de bătrânețe ai lui Gheorghe Nica, vorbește tot Sextil Pușcariu, care face o descriere a modului de viață nesănătos pe care l-a adoptat el și familia sa:
„Bătrânețele veniră cu inevitabila padagră. Cei mai mulți bătrâni din neam, Nichești și Ciurculești, erau artritici. Guta și reumatismele, adesea deformante, erau urmarea traiului îmbelșugat, cu carne multă, la prânz și la cină, gătită cu multe condimente, ca piper, șofran, ghimber și altele. Locuințele erau ferite de curent, iar mișcarea în aer curat lipsea“.
În ultimii ani de viață, Ghe. Nica n-a mai ieșit din casa lui, situată în Târgul Straielor nr. 228 (azi str. A. Hirscher). O excepție a făcut ieșirea planificată de nora lui, Marița, soția lui Costi, care l-a dus să mai vadă o dată Prejmerul și apoi la Herter, pe strada Sf. Ioan, unde soția sa, Paraschiva îl aștepta, ca să se fotografieze. Fotografiile prezentate de Sextil Pușcariu în Spița unui neam din Ardeal sunt din acest moment al vieții lui, fiind considerate de autor documente istorice importante pentru vestimentația din epocă.  
După moartea lui Gheorghe Nica, și-au încetat activitatea aproape toate firmele pe care le deținea. Singurul care a continuat tradiția comerțului din familie a fost Ghiță, care a rămas neguțător, dar nu în Brașov, ci în țară.